# ギュンビョルン山
ギュンビョルン山（ギュンビョルンさん、Gunnbjørn Fjeld）は、グリーンランドにおける最高峰であり、北極圏以北の最高峰でもある。氷河の上に山頂部だけが突き出たヌナタクとなっている。

## 地理

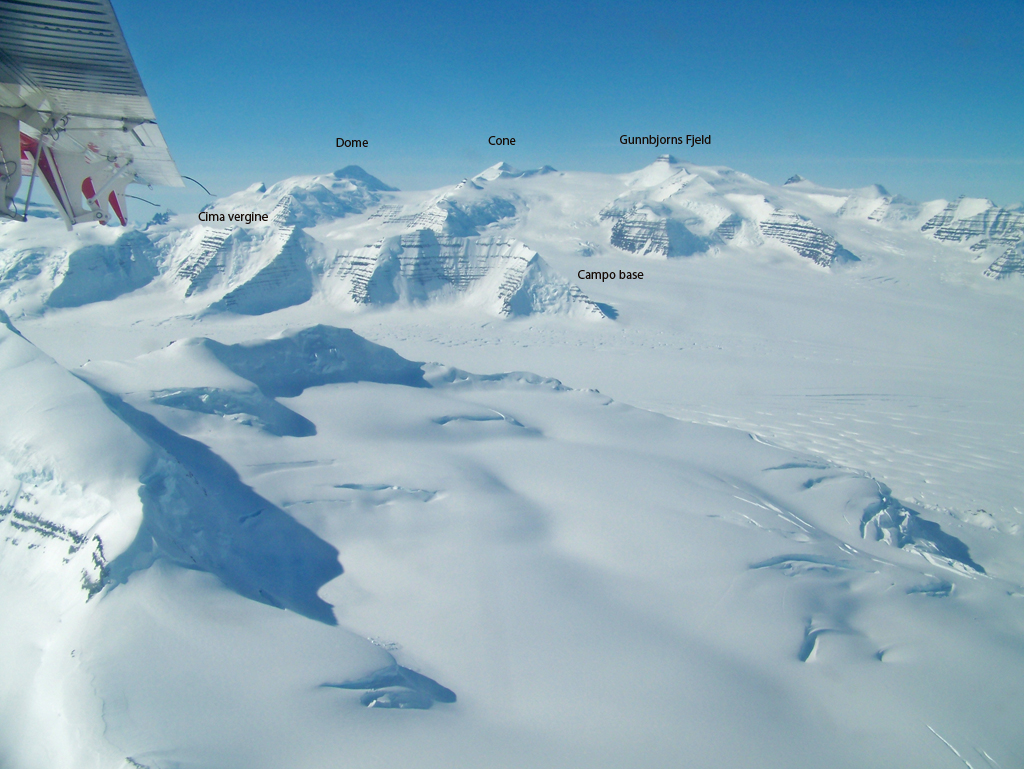
ワトキンス山脈

ギュンビョルン山は、グリーンランド東海岸のワトキンス山脈にある。この地域には標高3,500メートル以上の山がいくつかある。

## 歴史

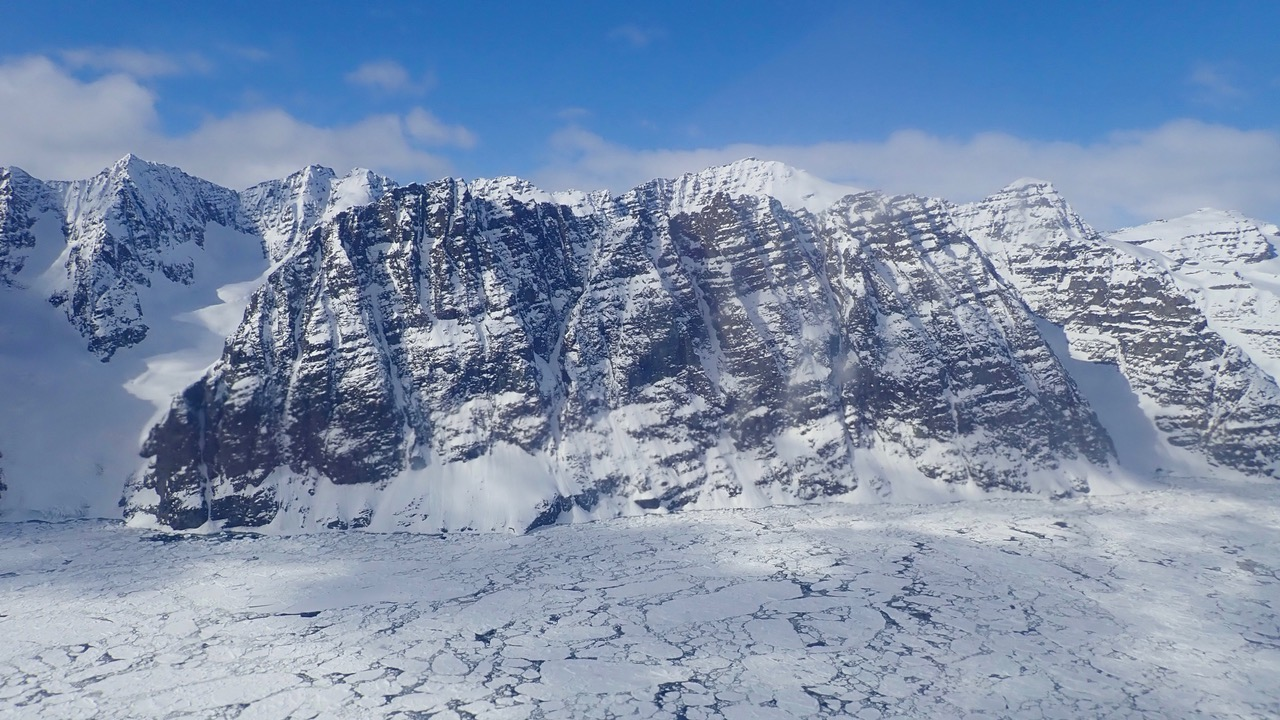
クリスチャン4世氷河から見たギュンビョルン山（2018年）

1935年8月16日、アウグスティン・コートールド、ジャック・ロングランド、エベ・マンク、ハロルド・G・ウェイジャー、ローレンス・ウェイジャーによって初登頂された。山名は、ヨーロッパ人で最初にグリーンランドを目撃したギュンビョルン・ウルフソンにちなんで名付けられた。

## 登山
ギュンビョルン山は人の居住地から約60kmと離れているため、麓から登頂することはほとんどない。通常は、ヘリコプターやソリを装備した飛行機でアイスランドからアクセスする。